# Marian Klass
Marian Klass (ur. 14 sierpnia 1955, zm. 14 października 2012 w Niemczech) – polski bokser, medalista mistrzostw kraju.
Boksował w wadze superciężkiej (powyżej 91 kg). Wystąpił w niej na mistrzostwach Europy w 1981 w Tampere, gdzie przegrał pierwszą walkę z Petyrem Stoimenowem z Bułgarii.
Był mistrzem Polski w 1983, wicemistrzem w 1981 oraz brązowym medalistą w 1984 i 1986.
W latach 1980–1982 pięciokrotnie wystąpił w reprezentacji Polski, trzy razy zwyciężając i ponosząc dwie porażki; pokonał m.in. Ullego Kadena z NRD i Davida Beya z USA.
Był zawodnikiem Wybrzeża Gdańsk.